# Supergigante (esquí)
Súpergigante es una modalidad dentro de la disciplina de esquí alpino de velocidad que consiste en realizar una bajada cronometrada por una pista siguiendo una serie de puertas formadas por banderas entre las que hay que esquiar hasta llegar a una línea de meta. 

## Características
El Súpergigante es una modalidad de esquí de velocidad, es decir,  las puertas están separadas entre sí un mínimo de 25 metros, permitiendo aumentar la velocidad del descenso con respecto al slalom. Las puertas están formadas por dos banderas entre las que se debe esquiar para que el descenso sea válido.

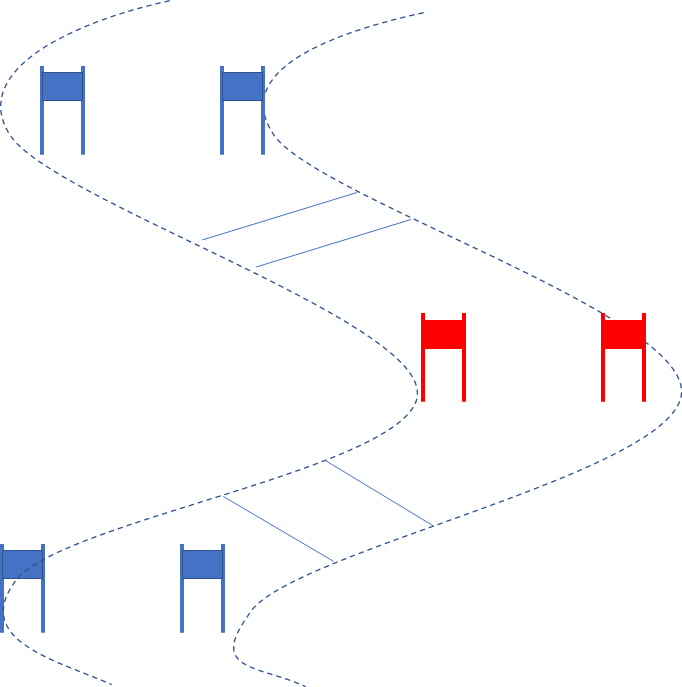
Súpergigante

Dado que se trata de una de las variantes más rápidas, las organizaciones de las competiciones realizan el marcado de la pista indicando relieves,  saltos así como indicaciones del trazado que ayudan a mantener la ubicación dentro de la trazada. Históricamente el marcado era con ramitas de pino clavadas en la zona que delimitaba la trazada o pista,  que con el tiempo se sustituyó por una pintura ecológica que no daña la nieve ni el entorno natural.
La velocidad es muy alta pero nunca como en los descensos en los que se alcanzan velocidades superiores de hasta 150km/h. 
Los esquiadores y las esquiadoras que participan en estas pruebas no pueden inspeccionarla con anterioridad, como ocurre en otras modalidades.
Los esquís son de hasta  205 cm en hombres y 200 cm en mujeres, lo que permite realizar radios de giro de 33 metros.
Normativamente el Súpergigante se realiza en una única bajada, es decir una manga.